# 宝塚春の踊り -花の子供風土記-
『宝塚春の踊り』 -花の子供風土記-（たからづかはるのおどり はなのこどもふどき）は宝塚歌劇団の舞台作品。花組公演。
形式名は「宝塚ファミリーランド開園70周年記念 グランド・ショー」。14場。
併演作品は『恋天狗』と『ファースト・ラブ』。

## 解説
動揺、童話、抒情画、殺陣などの世界を謳い上げたショー作品。芝居を作り上げてきた植田紳爾が初めてレビューを手掛けた。かぐや姫、一寸法師、浦島太郎を松あきらが早替わりで演じ分け、順みつきは七つのお面を使い分けて「桃太郎」の話を紹介した。二人が若武者として気迫に満ちた殺陣の場面では、監修として萬屋錦之介がスタッフに加わった。
宝塚歌劇団67期生の初舞台公演の演目。

## 公演期間と公演場所
- 1981年3月26日 - 5月12日[1]　宝塚大劇場
- （東京宝塚劇場未公演）

## スタッフ
- 作・演出：植田紳爾[1]
- 音楽[2]：寺田瀧雄、入江薫、高橋城
- 音楽指揮：溝口堯[2]
- 振付[2]：花柳寿楽、喜多弘
- 殺陣監修：萬屋錦之助[2]
- 殺陣：松尾玖治[2]
- 装置：石浜日出雄[2]
- 衣装[2]：小西松茂、中川菊枝
- 照明：今井直次[3]
- 音響：松永浩志[3]
- 小道具：上田特市[3]
- 効果：中田正廣[3]
- 演出補：三木章雄[3]
- 演出助手：谷正純[3]
- 制作：高野賢一[3]
- 鳴物：望月太明蔵[3]